# The End Machine
The End Machine ist eine aus einem Projekt der Schallplattenfirma Frontiers Records hervorgegangene Hard-Rock-Band.

## Geschichte
Die Gründungsmitglieder der Gruppe stammen aus zwei Bands, die in der Hochzeit des Glam Metal erfolgreich gewesen waren: Die ehemaligen Dokken-Mitglieder George Lynch (Gitarre), Jeff Pilson (E-Bass) und Mick Brown (Schlagzeug) taten sich mit dem Sänger Robert Mason zusammen, der 1991 zur Urbesetzung von Lynchs Nachfolgeband Lynch Mob gehört hatte und seit 2008 Sänger bei Warrant ist.
Diese Formation nahm das selbstbetitelte Debütalbum auf, das am 22. März 2019 veröffentlicht wurde. Eine Tournee konnte nicht geplant werden, weil die Musiker andere Verpflichtungen hatten. Pilson ist aktuell Bassist bei Foreigner, Brown war weiterhin Mitglied von Dokken.
2020 entschied er sich, in den Ruhestand zu gehen. Als Ersatz für ihn nahm sein Bruder Steve das zweite Album mit der Band auf, das den Titel Phase2 erhielt und am 9. April 2021 erschien.

## Diskografie
Studioalben

| Jahr | Titel Musiklabel                    | Höchstplatzierung, Gesamtwochen, AuszeichnungChartsChartplatzierungen (Jahr, Titel, Musiklabel, Platzierungen, Wochen, Auszeichnungen, Anmerkungen) | Anmerkungen                         |
| Jahr | Titel Musiklabel                    | CH | Anmerkungen                         |
| ---- | ----------------------------------- | --- | ----------------------------------- |
| 2019 | The End Machine Frontiers Records   | CH90 (1 Wo.)CH | Erstveröffentlichung: 22. März 2019 |
| 2021 | Phase2 Frontiers Records            | CH50 (1 Wo.)CH | Erstveröffentlichung: 9. April 2021 |
| 2024 | The Quantum Phase Frontiers Records | CH54 (1 Wo.)CH | Erstveröffentlichung: 22. März 2024 |